# Mindre klyvstjärt
Mindre klyvstjärt (Enicurus scouleri) är en liten asiatisk tätting som numera förs till familjen flugsnappare. Den återfinns i bergstrakter utmed rinnande vattendrag.

## Utseende och läte
Mindre klyvstjärt är en svartvit, liten (12-14 cm) och knubbig fågel, mycket mindre och mer kortstjärtad än övriga klyvstjärtar. Främre delen av fågeln (huvud, bröst, mantel och skapularer) är övervägande svart bortsett från vitt i pannan. På nedre delen av ryggen, övergumpen och buken är den lysande vit, med ett svart band som åtskiljer ryggen och övergumpen. Vingarna är svarta med vita band på täckarna och den korta, kluvna stjärten är svart med vita yttre stjärtpennor. Lätet är ett genomträngande "ts-youeee".

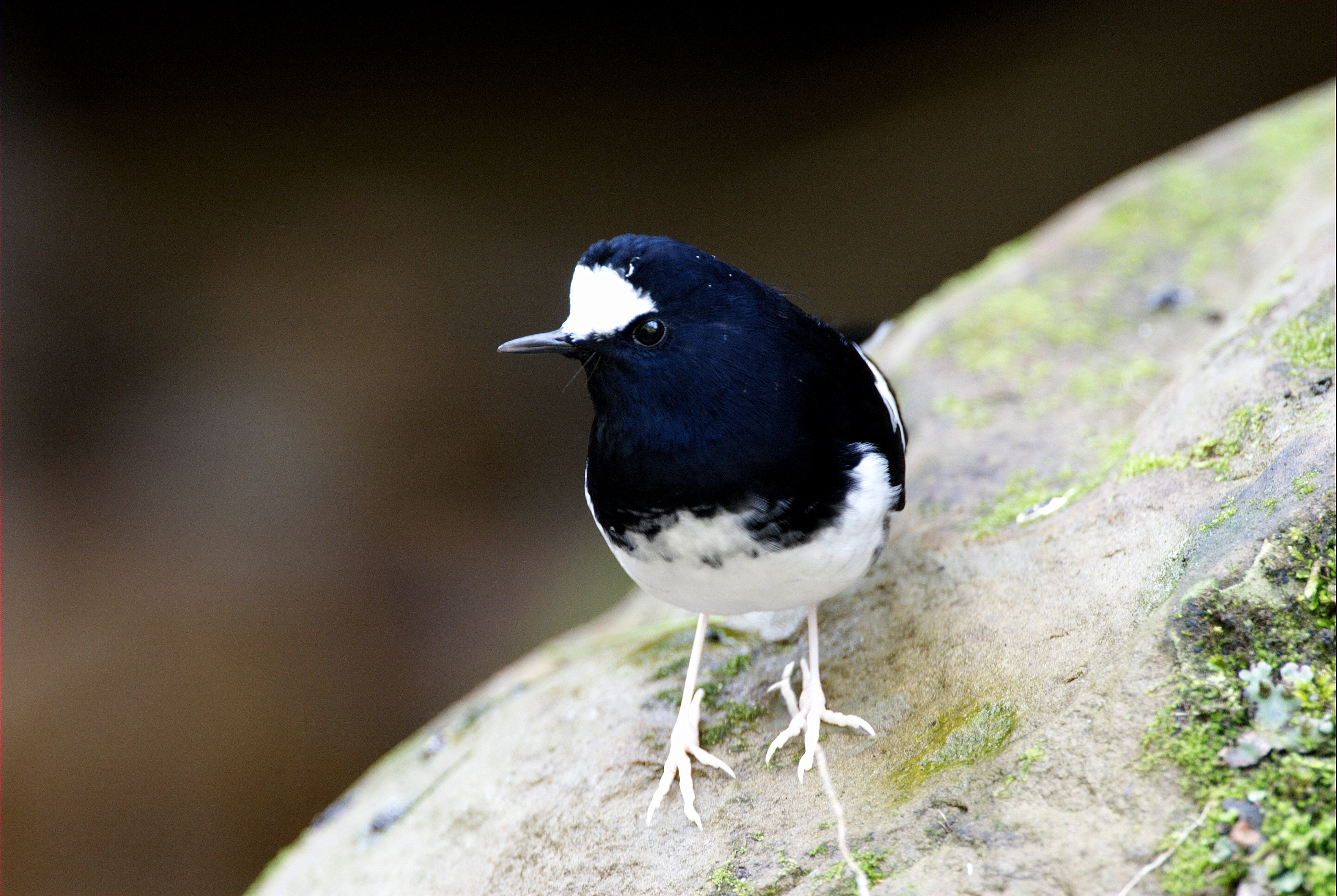

## Utbredning och systematik
Mindre klyvstjärt behandlas antingen som monotypisk eller delas in i två underarter med följande utbredning:
- Enicurus scouleri scouleri – bergstrakter från sydöstra Ryssland till Himalaya, norra Indien och sydvästra Kina
- Enicurus scouleri fortis – bergsbäckar på Taiwan

### Familjetillhörighet
Klyvstjärtarna ansågs fram tills nyligen liksom bland andra stenskvättor, stentrastar, rödstjärtar vara små trastar. DNA-studier visar dock att de är marklevande flugsnappare (Muscicapidae) och förs därför numera till den familjen.

## Levnadssätt
Mindre klyvstjärt förekommer utmed forsande vattendrag i bergstrakter, i östra Asien vanligen mellan 500 och 2500 meters höjd, men kan ses ner till 200 meter. Den är mycket aktiv och ses niga, knixa med vingarna och breda ut den klyvna stjärten. Födan består huvudsakligen av vattenlevande insekter och kräftdjur. Fågeln häckar i april i Afghanistan, april till juli i Pakistan och Indien samt från mars och framåt i södra Kina. Åtminstone i södra Kina tros den lägga två kullar per säsong. Arten är höjdleds- och kortflyttare, möjligen enbart övervintrare i Myanmar.

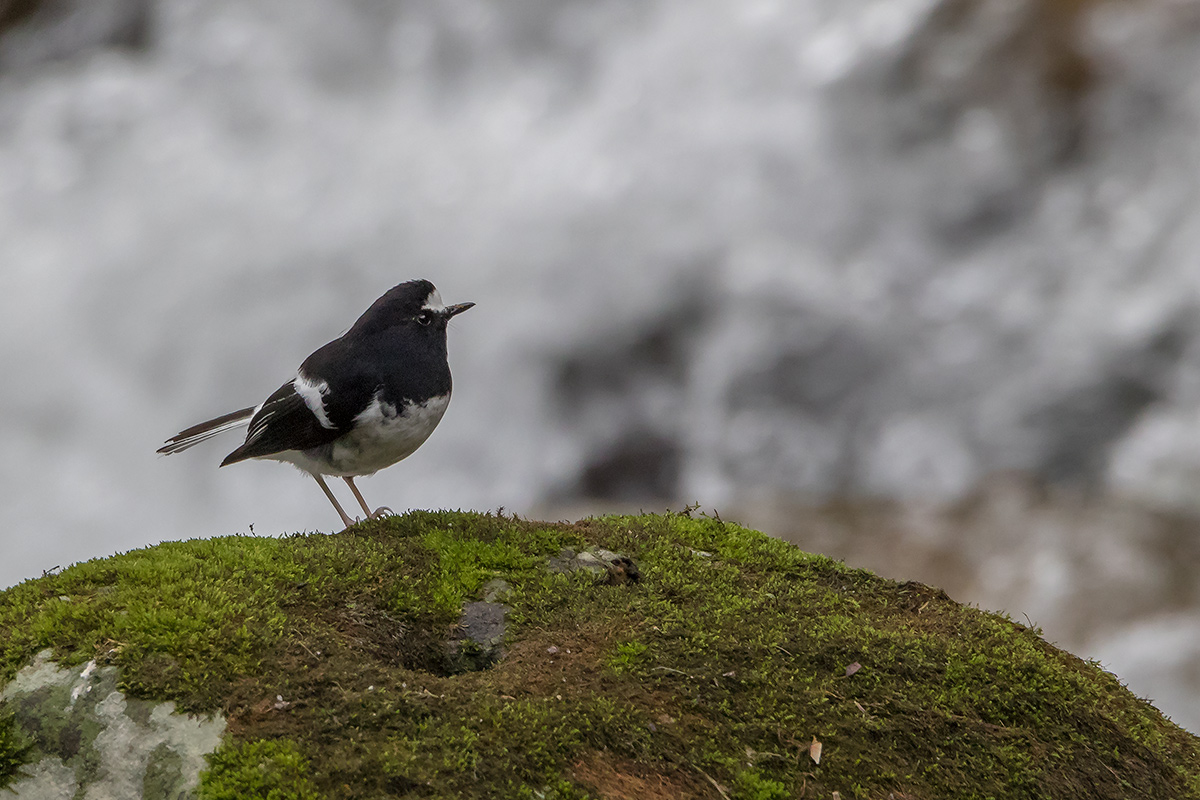
Mindre klyvstjärt i Sikkim.

## Status och hot
Arten har ett stort utbredningsområde och en stor population med stabil utveckling och tros inte vara utsatt för något substantiellt hot. Utifrån dessa kriterier kategoriserar internationella naturvårdsunionen IUCN arten som livskraftig (LC). Världspopulationen har inte uppskattats men den beskrivs som ovanlig i Tien Shan och Pamir-Alai, lokalt frekvent förekommande dock generelt ovanlig i Pakistan och ganska vanlig i Nepal.

## Namn
Fågelns vetenskapliga artnamn hedrar John Scouler (cirka 1804-1871), skotsk naturforskare, botaniker och upptäcktsresande i Nordamerika 1824-1826 och Indien 1826-1827.